# Daniel Rojo
Vous pouvez aider à l'améliorer ou bien discuter des problèmes sur sa page de discussion.
- Certaines informations devraient être mieux reliées aux sources mentionnées dans la bibliographie ou les liens externes. Améliorez sa vérifiabilité en les associant par des références. (Marqué depuis mars 2016)

Daniel Rojo,, de son nom complet Daniel Rojo Bonilla,, est un écrivain et acteur espagnol, né le 2 décembre 1962, à Barcelone, et plus connu comme Dani el Rojo,, le nom d'artiste qu'il a adopté en « clin d'œil » à Daniel Cohn-Bendit,.

## Biographie
Du milieu des années 1980 au début des années 1990, Daniel Rojo fut un des braqueurs de banques les plus connus d'Espagne. À sa sortie définitive de prison, en 1999, il décide de rompre avec le milieu du banditisme et se reconvertit en garde du corps : il sera, pendant un an, celui du footballeur argentin Lionel Messi. Il rencontre par la suite le chanteur espagnol Loquillo, qui est un de ses amis d'enfance. Loquillo l'engage pour porter le merchandising de sa marque avant de l'introduire auprès de personnalités du spectacle ce qui lui permettra de travailler pour Rosario Flores et Andrés Calamaro.
Daniel Rojo publie plusieurs articles autobiographiques sur sa vie de délinquance dans des revues, ainsi que deux trilogies de roman noir sur fond d'autobiographie. La première de celles-ci est éditée par les Ediciones B (en Espagne et en Argentine). Elle a été écrite par Lluc Oliveras avec Daniel Rojo qui a participé en tant que narrateur et qui inclut : Confessions d'un gangster de Barcelone (2010), avec une préface d'Andrés Calamaro Le Grand Coup du gangster de Barcelone (2012), et Ma vie en jeu (2012) (ce dernier livre a été initialement publié en 2005 Belaqua et rééditée ensuite par les Ediciones B)[réf. souhaitée].
La deuxième d'entre elles chez Grupo Planeta comprend La Vengeance du requin (2014) et Grand coup dans la petite Andorre (2015)[réf. souhaitée]. Le roman Les Confessions d'un gangster de Barcelone a obtenu le premier prix Ex Aquo Rodolfo Walsh du festival du Roman noir de Gijón en 2011 en tant que meilleure œuvre de non-fiction[réf. nécessaire].
Il participe aussi à différents courts métrages, comme La Fuite de Victor Carrey, et dans différents films.
Il a gagné le premier prix Ex Aquo Rodolfo Walsh du festival de Roman Noir de Gijón en 2011 comme meilleure œuvre de non-fiction.[pertinence contestée][réf. nécessaire]